# Tałdykorgan
Tałdykorgan (kaz. Талдықорған) – miasto w południowo-wschodnim Kazachstanie, nad rzeką Karatał, u podnóża Ałatau Dżungarskiego, dawniej stolica obwodu tałdykurgańskiego, w latach 2001–2022 – stolica obwodu ałmackiego, od 2022 roku – stolica obwodu żetysuskiego. W 2021 roku miasto zamieszkiwało niecałe 148 tys. mieszkańców. W mieście rozwinął się przemysł elektrotechniczny oraz obuwniczy.

## Transport
Na północ od miasta znajduje się międzynarodowy port lotniczy Tałdy Kurgan.

## Sport
W mieście swoją siedzibę ma klub piłkarski Żetysu Tałdykorgan, grający w kazachskiej Priemjer-Liga i rozgrywający spotkania na własnym stadionie.

## Miasta partnerskie
- Antalya (Turcja),
- Manchester (Wielka Brytania).